# KOI-428 b
KOI-428 b (Kepler-40 b) — горячий юпитер, обращающийся вокруг жёлто-белого карлика спектрального класса F5IV на расстоянии примерно 8800 световых лет от Солнечной системы. Экзопланета была открыта транзитным методом с помощью орбитального телескопа Кеплер. Используя данные телескопа Кеплер и спектрографа SOPHIE, астрономы обнаружили периодические падения светимости у звезды KOI-428. При этом было установлено, что планета представляет собой газовый гигант с массой в 2,2 раза превышающей массу Юпитера, и радиусом в 1,17 юпитерианского. Плотность планеты, по расчётам астрономов, приблизительно равна 1,68 г/см³, что делает её немного плотнее Нептуна.

## Звезда
KOI-428 — жёлто-белый субгигант спектрального класса F, расположенный в созвездии Лебедя. Звезда заметно горячее, больше и массивнее нашего дневного светила: её масса и радиус составляют 1,48 и 2,13 солнечных соответственно. Температура поверхности звезды составляет около 6510 К, что характерно для звёзд подобного класса. Металличность KOI-428 составляет [Fe/H] = 0,10, это означает, что звезда содержит на 25,9 % больше тяжёлых элементов (тяжелее гелия), чем Солнце.
KOI-428 имеет видимую звёздную величину 14,58, следовательно, её невозможно увидеть невооружённым глазом.
В недрах звезды практически иссякли запасы водорода. Звезда приближается к финалу своего жизненного цикла, и со временем превратится в красный гигант.

## Характеристики
KOI-428 b представляет собой горячий юпитер с массой 2,2 юпитерианских (700 масс Земли). Радиус планеты превышает радиус Юпитера в 1,17 раз (13,12 радиусов Земли). Таким образом, плотность планеты приблизительно равна 1,68 г/см3, что немного больше плотности Нептуна (1,638 г/см³).
KOI-428 b обращается вокруг своей звезды на среднем расстоянии 0,081 а. е. и совершает полный оборот за 6,87 земных дней. Для сравнения, Меркурий совершает полный оборот Солнца за 87,97 суток при среднем расстоянии 0,387 а. е. Из-за близости к звезде равновесная температура планеты составляет около 1620 К (1347°С). Наклонение орбиты к картинной плоскости равно 89,7°, это означает, что мы видим орбиту этой планеты почти с ребра.